# Bitva u Furnes
Bitva u Furnes (francouzsky Bataille de Furnes) se odehrála 20. srpna 1297 jižně od vlámského města Veurne a střetla se v ní vojska francouzského krále Filipa IV. a brabantsko-němečtí žoldnéři Víta z Dampierre.
Bitva byla podmíněna nově uzavřeným spojenectvím flanderského hraběte s Anglií. Vít z Dampierre na počátku roku 1297 vypověděl poslušnost králi Filipovi a na počátku léta francouzští vojáci začali obsazovat Flandry. Anglický král byl tou dobou tísněn Skoty a tak poslal do Flander pouze jeden kontingent, který nebyl schopen zastavit zkázu. Padlo Ypres, Cassel a 20. srpna se vojska střetla jižně od Furnes. Pod vedením Roberta z Artois francouzští vojáci zvítězili.